# Catharina Julia Roeters van Lennep
Catharina Julia Roeters van Lennep (Almelo, 26 de octubre de 1813 – Ámsterdam, 2 de diciembre de 1883) fue una pintora neerlandesa.

## Biografía
Era hija del mercader, también cónsul en Königsberg, Roeters Jacob van Lennep y Johanna Hermina Coster. Estudió en la Real Academia de Bellas Artes de Ámsterdam, donde fue miembro honorario en 1838.
Su obra fue expuesta en la academia regularmente. Fue alumna del pintor de bodegones de fruta y flores Anton Weiss. Catharina Julia pintó también bodegones de fruta y flores además de escenas de caza. Por una de sus naturalezas muertas el año 1842 se le otorgó la medalla de plata de la Sociedad Felix Meritis. Ella fue retratada por la pintora de Ámsterdam Thérèse Schwartze.
El 5 de octubre de 1836, contrajo matrimonio con el abogado y juez de distrito Jeronimo de Vries, en Ámsterdam. Junto con su marido hizo campaña para el establecimiento de guarderías en la ciudad. La fundación de la guardería Sophie, con el soporte de la entonces princesa Sophie, fue el primer resultado tangible. A través de este ejemplo, se consiguieron abrir nueve guarderías dentro los siguientes tres años